# Żeglarska Odznaka Turystyczna
Żeglarska Odznaka Turystyczna (ŻOT) – wyróżnienie przyznawane w turystyce kwalifikowanej, ustanowione przez Polskie Towarzystwo Turystyczno-Krajoznawcze. Celem jest zachęcenie do systematycznego uprawiania turystyki żeglarskiej. O odznakę można ubiegać się od 12 roku życia.

## Odznaka
Odznaka jest okrągła. Głównym jej motywem jest żaglówka na wodzie wpleciona w kotwicę.

## Zasady zdobywania odznaki
Odznakę zdobywa się biorąc udział w rejsach turystycznych jachtem żaglowym po wodach morskich i śródlądowych.
Odznaka ma następujące szczeble:
- popularna – 100 punktów w ciągu jednego sezonu
- brązowa – 300 punktów w ciągu jednego sezonu
- srebrna – 900 punktów w ciągu dwóch sezonów
- złota – 1800 punktów w czasie dłuższym niż 2 sezony
- duża srebrna – 3000 punktów w czasie dłuższym niż 3 sezony na co najmniej 2 akwenach
- duża złota – 4200 punktów w czasie dłuższym niż 4 sezony na co najmniej 3 akwenach
- za wytrwałość

Punkty zdobywa się następująco:
Na wodach śródlądowych:
- 1 punkt – 1 km płynąc z prądem
- 2 punkty – płynąc po wodach stojących
- 3 punkty – płynąc pod prąd

Na wodach morskich:
- 1 punkty – za przepłynięcie 1 mili morskiej w rejsach morskich
- 2 punkty – za przepłynięcie jednej mili morskiej w rejsach zatokowych i zalewowych

Ponadto jest opracowany system premii.